# Odoriji

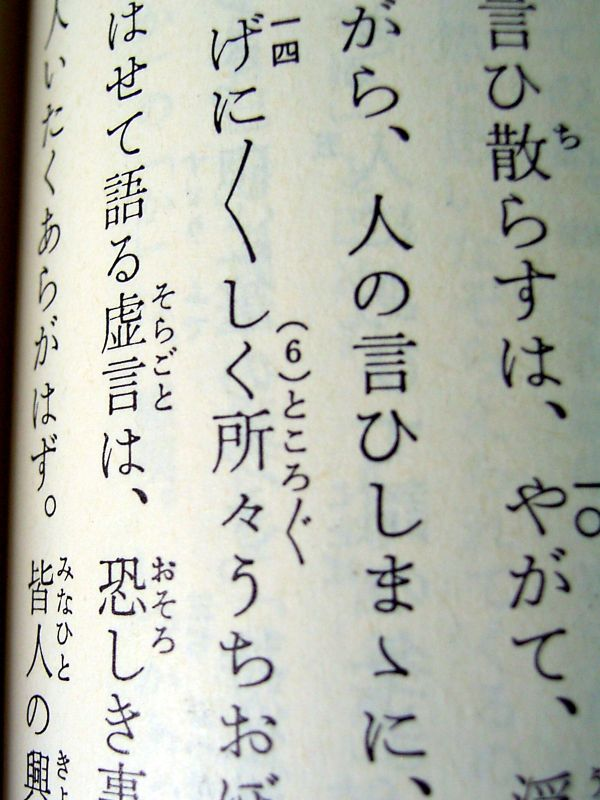
Wiederholungszeichen in einem klassischen Text

Odoriji (jap. 踊り字) werden im Japanischen benutzt, um ein wiederholtes Zeichen zu kennzeichnen. So wird z. B. hitobito (Menschen) 人々 anstatt 人人 geschrieben.

## Kanji
Das Kanji-Wiederholungszeichen 々, ursprünglich eine vereinfachte Form von 仝, wird verwendet, um ein wiederholtes Kanji anzuzeigen:
- 山山 → 山々 (yamayama, „Berge“)
- 時時 → 時々 (tokidoki, „manchmal“)
- 明明白白 → 明々白々 (meimei hakuhaku, „Deutlichkeit“)
- 赤裸裸 → 赤裸々 (sekirara, „nackt; unverblümt“)

In zusammengesetzten Wörtern, bei denen beide gleiche Kanji von zusammengesetzten Einzelworten stammen, wird das Wiederholungszeichen nicht verwendet, so z. B. im Wort 民主主義 (minshu shugi, „Demokratie“), das aus 民主 (minshu, „Volkssouveränität“) und 主義 (shugi, „Prinzip; -ismus“) besteht.
Das Wiederholungszeichen kann auch auf aufeinanderfolgende 2 Kanji angewandt werden:
- 部分部分 → 部分々々 (bubun bubun, „Teile, Abschnitte“)
- 後手後手 → 後手々々 (gote gote, „immer zu spät sein“)

Das Zeichen wird im Japanischen auch noma genannt, weil es wie die Katakana-Buchstaben ノ (no) und マ (ma) aussieht.
Für die Verwendung in vertikaler Schrift existiert außerdem die Variante 〻; diese ist jedoch in modernen Texten sehr selten geworden.

## Kana
Es gibt zwei Wiederholungszeichen für Kana-Texte, ゝ für Hiragana und ヽ für Katakana. Sie werden hauptsächlich in Eigennamen verwendet, z. B. in さゝき (Sasaki), und können auch mit Stimmhaftigkeitszeichen (dakuten) kombiniert werden, falls die wiederholte Silbe stimmhaft ist, z. B. in じゞ (Jiji) oder いすゞ (Isuzu).

## Doppelhohe Zeichen
Es gibt auch das doppelhohe Wiederholungszeichen 〱, welches in vertikalem Text verwendet wird, aber heute praktisch nicht mehr benutzt wird. Da es an das Hiragana-Zeichen く Ku erinnert, hat es den Namen くの字点 (ku-no-jiten).
Wenn das Zeichen mit Stimmhaft-Zeichen benutzt wird, um ein ganzes Wort zu wiederholen, wird nur die erste Silbe stimmhaft, so z. B. in tokorodokoro:
| と こ ろ 〴 〵 |

Im Gegensatz zum ゝ muss das Wiederholungszeichen nicht mit dem Stimmhaftigkeitszeichen kombiniert werden, wenn die zu wiederholende Silbe bereits stimmhaft ist.